# ADO La Haya

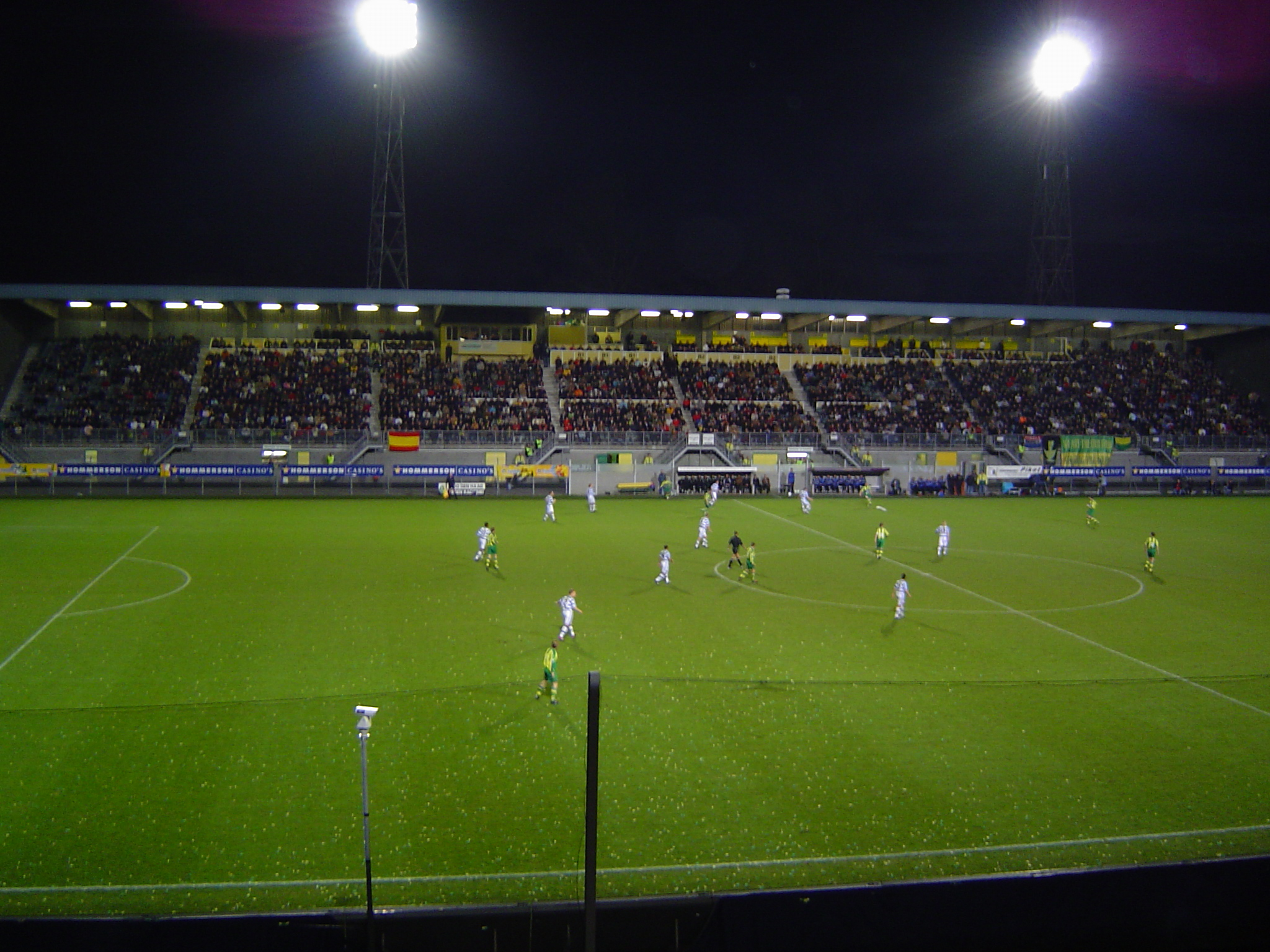
Estadio Zuidenpark de ADO Den Haag

El ADO La Haya (en neerlandés y oficialmente Haaglandse Football Club Alles Door Oefening Den Haag), más conocido como ADO Den Haag, es un club de fútbol de La Haya, Países Bajos, fundado en 1905 y actualmente juega en la Eerste Divisie, la segunda división neerlandesa. Fue llamado durante mucho tiempo FC Den Haag. 
El ADO La Haya ganó la Liga de Primera División (antes de crearse la Eredivisie) en 1942 y 1943. El mayor logro en Europa fue cuartos de final de la Recopa de Europa 1975-76 que perdieron contra el West Ham United de Inglaterra.

## Historia
El 1 de febrero de 1905, se fundó el club Alles Door Oefening (ADO) en el café 'Het Hof van Berlijn' (ahora: De Paap) en La Haya. En los primeros años de su existencia, el club pasó por momentos difíciles ya que muchos miembros se negaron a pagar sus cuotas y el deporte del cricket fue más popular en la ciudad. ADO comenzó en el Haagsche Voetbal Bond local, pero ascendió al Nederlandsche Voetbal Bond nacional en 1912. Ese año ascendieron al 3.er nivel (3e klasse NVB) y dos años después incluso ganaron el campeonato en ese nivel.

### Cerca del título (1925-1941)
Después de mudarse al estadio Zuiderpark en 1925, ADO continuó creciendo hasta convertirse en un club de cierta importancia. En 1926, el club ganó el ascenso al más alto nivel nacional, el Eerste Klasse. En los años siguientes, el equipo rojo-verde-blanco luchó por no descender al principio, pero ascendió a la cima de la liga a fines de la década de 1930. En 1939 perdió el título de liga después de perder ante el DWS Ámsterdam. En 1940, el título parecía muy cerca de nuevo, pero acabó segundo después de que el club vio a muchos jugadores ser reclutados en el ejército con la Segunda Guerra Mundial acercándose. Esta vez otro club de Ámsterdam, el Blauw-Wit, consiguió el título. En 1941, ADO finalmente ganó su grupo y pasó a la final del campeón nacional, perdiendo ante Heracles al quedar tercero en el grupo final.

### 1942: Primer título nacional
En la temporada 1941-42, todas las estrellas estaban juntas y, aunque la guerra hizo la vida cotidiana cada vez más difícil, el club parecía invencible. Superó su grupo compuesto por rivales como: Feyenoord, DWS Ámsterdam, Ajax de Ámsterdam entre otros con un cierto índice de goles. En el grupo final por el campeonato nacional le tocó enfrentarse contra: FC Eindhoven, AGOVV Apeldoorn, Blauw-Wit y SC Heerenveen. Una victoria por 5-2 sobre AGOVV finalmente le dio su primer título nacional.

### 1943: Bicampeón nacional
El club revalidaría su título en la temporada 1942-43 cuando logró superar su grupo con autoridad sobre sus rivales. En el grupo final el club superó a Feyenoord por 2 puntos de diferencia y de esta manera se proclamó bicampeón de los Países Bajos ocupados por la Alemania Nazi. Con esto finalizaba una de sus mayores generaciones doradas.

### Años en la sombra (1946-55)
Durante estos años el club paso por campañas no meritorias ya que en ninguno de estos años el club logró superar la primera fase e incluso en algunos corría el riesgo de descender de la máxima categoría de aquellos años, este periodo chocó con la recuperación del país tras la fatídica ocupación alemana que dejó al país en problemas muy graves. 

## Jugadores

### Plantilla actual

#### Altas y bajas 2020-21 (verano)
| Altas   | Altas    | Altas       | Altas | Altas |
| Jugador | Posición | Procedencia | Tipo  | Costo |
| ------- | -------- | ----------- | ----- | ----- |

| Bajas   | Bajas    | Bajas       | Bajas | Bajas |
| Jugador | Posición | Procedencia | Tipo  | Costo |
| ------- | -------- | ----------- | ----- | ----- |

## Entrenador
- John Donaghy (1928 – 1932)
- Wim Tap (1936 – 1946)
- Franz Fuchs (1952 – 1953)
- Dick Groves (1953)
- Franz Gutkas (1954 – 1955)
- Rinus Loof (1955 – 1962)
- Ernst Happel (1962 – 1969)
- Vaclav Jezek (1969 – 1972)
- Vujadin Boškov (1974 – 1976)
- Anton Malatinský (1976 – 1978)
- Piet de Visser (1978 – 1980)
- Hans Kraay (1980 – 1981)
- Cor van der Hart (1981 – 1983)
- Rob Baan (1983 – 1986)
- Pim van de Meent (1986 – 1988)
- Co Adriaanse (1988 – 1992)
- Nol de Ruiter (1992 – 1993)
- Lex Schoenmaker (1994 - 1995)
- Theo Verlangen (1995 – 1996)
- Mark Wotte (1996 – 1997)
- André Hoekstra (1997 – 1999)
- Rob Meppelink (1999 – 2000)
- Rinus Israel (2001 – 2003)
- Lex Schoenmaker (interino) (2003 – 2004)
- Frans Adelaar (2004 – 2006)
- Lex Schoenmaker (interino) (2006 – 2007)
- Wiljan Vloet (2007 - 2008)
- André Wetzel (2008 – 2009)
- Raymond Atteveld (2009 – 2010)
- Maurice Steijn (interino) (2010)
- John van den Brom (2010 – 2011)
- Maurice Steijn (2011 – 2014)
- Henk Fräser (2014 – 2016)
- Alan Pardew (2019 – 2020)[3][4]
- Aleksandar Ranković (2020)
- Ruud Brood (2020 - 2022)
- Giovanni Franken (interino) (2022)
- Dirk Kuyt (2022)
- Dick Advocaat (28 de noviembre de 2022 - 28 de junio de 2023)
- Darije Kalezić (29 de junio de 2023 - presente)

## Palmarés

### Torneos nacionales
- Liga de Primera División (2): 1941-42, 1942-43.
- Eerste Divisie (3): 1956-57, 1985-86, 2002-03.
- Copa de los Países Bajos (2): 1967-68, 1974-75.

## Participación en competiciones europeas
| Temporada | Torneo             | Ronda            | Club                       | Casa | Visita    | Global    |
| --------- | ------------------ | ---------------- | -------------------------- | ---- | --------- | --------- |
| 1965-66   | Copa Intertoto     | Grupo A1         | FC Lugano                  | 0-2  | 0-3       | 0-5       |
| 1965-66   | Copa Intertoto     | Grupo A1         | Malmö FF                   | 1-1  | 1-2       | 2-3       |
| 1965-66   | Copa Intertoto     | Grupo A1         | Borussia Neunkirchen       | 2-1  | 3-0       | 5-1       |
| 1966-67   | Copa Intertoto     | Grupo A4         | Brescia Calcio             | 2-0  | 1-1       | 3-1       |
| 1966-67   | Copa Intertoto     | Grupo A4         | RFC de Liège               | 2-1  | 2-1       | 4-2       |
| 1966-67   | Copa Intertoto     | Grupo A4         | FC Biel                    | 4-2  | 5-3       | 9-5       |
| 1966-67   | Copa Intertoto     | 1/4              | IFK Göteborg               | 1-0  | 2-0       | 3-0       |
| 1966-67   | Copa Intertoto     | Semifinal        | FK Inter Bratislava        | 1-0  | 1-3 (pr.) | 2-3       |
| 1968      | Copa Intertoto     | Grupo A6         | Racing Paris               | 2-0  | 0-3       | 2-3       |
| 1968      | Copa Intertoto     | Grupo A6         | FC Lugano                  | 2-0  | 2-1       | 4-1       |
| 1968–69   | Recopa de Europa   | 1                | Grazer AK                  | 4–1  | 2–0       | 6–1       |
| 1968–69   | Recopa de Europa   | 2                | 1. FC Köln                 | 0–1  | 0–3       | 0–4       |
| 1970      | Copa Intertoto     | Grupo A2         | Hamburgo SV                | 0-0  | 0-2       | 0-2       |
| 1970      | Copa Intertoto     | Grupo A2         | IFK Göteborg               | 5-0  | 3-1       | 8-1       |
| 1970      | Copa Intertoto     | Grupo A2         | RSC Anderlecht             | 2-1  | 2-1       | 4-2       |
| 1971-72   | Copa UEFA          | 1                | Aris Bonnevoie             | 5-0  | 2-2       | 7-2       |
| 1971-72   | Copa UEFA          | 2                | Wolverhampton Wanderers FC | 1-3  | 0-4       | 1-7       |
| 1972-73   | Recopa de Europa   | 1                | Spartak Moscú              | 0-0  | 0-1       | 0-1       |
| 1973      | Copa Intertoto     | Grupo 1          | Hannover 96                | 0-1  | 1-2       | 1-3       |
| 1973      | Copa Intertoto     | Grupo 1          | Åtvidabergs FF             | 3-2  | 1-1       | 4-3       |
| 1973      | Copa Intertoto     | Grupo 1          | FC Winterthur              | 2-0  | 1-1       | 3-1       |
| 1975–76   | Recopa de Europa   | 1                | Vejle BK                   | 2–0  | 2–0       | 4–0       |
| 1975–76   | Recopa de Europa   | 2                | Lens                       | 3–2  | 3–1       | 6–3       |
| 1975–76   | Recopa de Europa   | 1/4              | West Ham United            | 4–2  | 1–3       | 5–5       |
| 1980      | Copa Intertoto     | Grupo 4          | Sparta Praga               | 2-1  | 1-2       | 3-3       |
| 1980      | Copa Intertoto     | Grupo 4          | FC Sankt Gallen            | 1-4  | 0-3       | 1-7       |
| 1980      | Copa Intertoto     | Grupo 4          | Rapid Viena                | 1-0  | 2-0       | 3-0       |
| 1987-88   | Recopa de Europa   | 1                | Újpest Dósza               | 3-1  | 0-1       | 3-2       |
| 1987-88   | Recopa de Europa   | 1/8              | BSC Young Boys             | 2-1  | 0-1       | 2-2 (aw.) |
| 1988      | Copa Intertoto     | Grupo 1          | Malmö FF                   | 1-1  | 0-2       | 1-3       |
| 1988      | Copa Intertoto     | Grupo 1          | FC Karl Max Stadt          | 1-2  | 0-4       | 1-6       |
| 1988      | Copa Intertoto     | Grupo 1          | Hannover 96                | 4-3  | 1-4       | 5-7       |
| 2011–12   | UEFA Europa League | Clasificatoria 2 | Tauras                     | 2–0  | 3–2       | 5–2       |
| 2011–12   | UEFA Europa League | Clasificatoria 3 | Omonia                     | 1–0  | 0–3       | 1–3       |

## Uniforme
- Uniforme Titular: Camiseta verde y amarilla a rayas verticales, pantalón amarillo, medias amarillas.
- Uniforme Alternativo: Camisa, pantalón y medias celestes (2021/22)